# Grupo Maranatha
O Grupo Maranatha é um grupo Católico da Paróquia Santo Antônio e Nossa Senhora Aparecida da Diocese de Bragança Paulista formado em 1996 com o objetivo de levar os fiéis a uma experiência de fé.  
O Grupo Maranatha tem duas frentes: Grupo de Jovens e Grupo de Casais Jovens.

## História do Grupo Maranatha
O Grupo Maranatha surgiu na comunidade de Nossa Senhora Aparecida no ano de 1996. Inicialmente como um Grupo de oração, vinculado ao Movimento da Renovação Carismática Católica com o objetivo de evangelizar e levar os fiéis a uma experiência bíblica e espiritual semanalmente, mantendo a mesma missão e visão da Renovação Carismática Católica. 
O Grupo Maranatha evoluía na comunidade. Sendo assim criou um segundo segmento para atender os jovens do bairro, formando o Grupo de jovens Maranatha. Desta forma, havia o Grupo de oração durante a semana e no final de semana o Grupo de jovens. Eventualmente o grupo proporcionava retiros e encontros, e também participava ativamente dos eventos da Renovação Carismática Católica na Forania de Itatiba e na Diocese de Bragança Paulista.
No ano de 2005 houve uma grande restruturação no grupo. O número de fieis reduziu consideravelmente no Grupo de oração e no Grupo de jovens, os coordenadores do grupo deixaram de atuar na comunidade, permanecendo assim poucos fieis para continuar com o Grupo Maranatha no seguimento de Grupo de oração e Grupo de jovens. 
Dez jovens entre 16 a 20 anos participantes do Grupo de jovens, que para não deixaram o Grupo Maranatha acabar, decidiram reuniam-se todos os sábados e permanecer em oração e partilha no mínimo por duas horas semanais.
Estes jovens, devido aos compromissos principalmente escolares, não conseguiam participar das reuniões e formações da Renovação Carismática Católica. Desta forma, houve o desligamento do movimento, tornando um Grupo de jovens Paroquial, com total apoio do pároco da época.
Em meados de 2007, os 10 jovens atuavam efetivamente na comunidade, participando das dimensões missionária, catequética e litúrgica, porém, havia o desejo evoluir e iniciar um trabalho semanal com jovens da paróquia através da estrutura de um Grupo de jovens Paroquial  . Desta forma, foi realizado um encontro na igreja do Santo Antônio convidando todos os jovens da paróquia para participarem de dinâmicas, palestras, discussões, música, dança e teatro. Foi um reinício marcante, sendo o embrião da forma com que o Grupo Maranatha trabalha atualmente, porém, o número de jovens participantes era aproximadamente 15 pessoas.

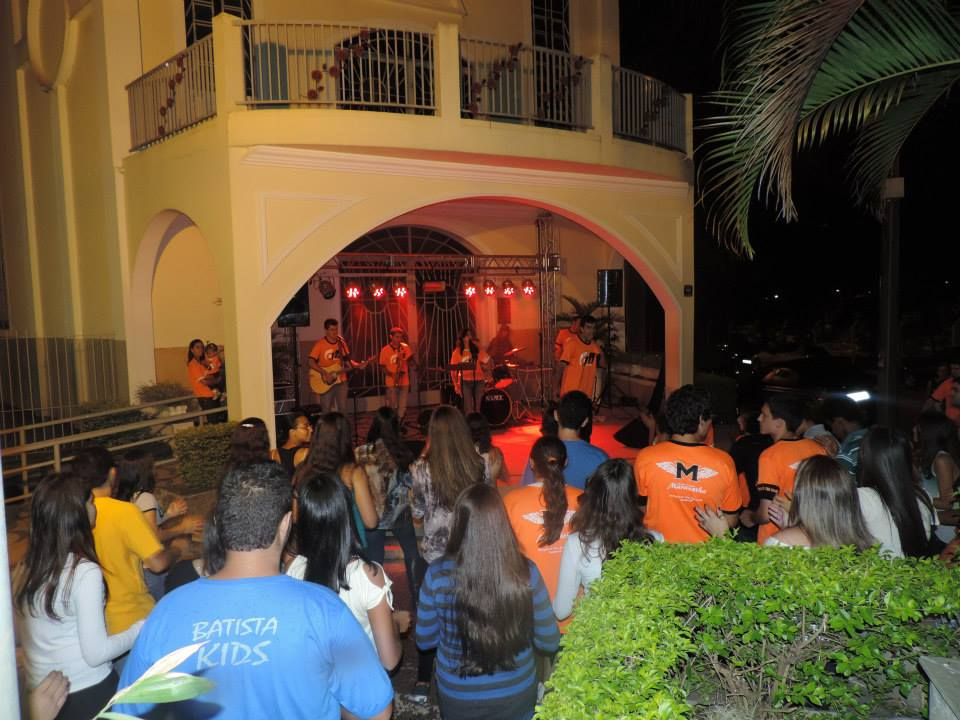
Abala centenário 2014

No ano de 2008 surgiu a ideia de um grande evento de música e dança, denominado “Abala Centenário”, devido o nome do bairro em que a comunidade se encontra. Este evento foi realizado em frente à igreja Nossa Senhora Aparecida em Itatiba-SP, desde então todos os anos, após o retiro de jovens, acontece o evento com a participação de dezena de jovens.
No ano de 2009 aconteceu o primeiro Retiro espiritual de Jovens, com grande participação dos catequizados do crisma da paróquia. Foram 86 participantes e 10 jovens trabalhando para a realização do evento, que iniciou em uma sexta-feira e terminou no domingo. Foi muito trabalho para poucos organizadores, pois a equipe de trabalho contava com apenas 10 pessoas, porém foi marcante com um feedback positivo por todos os participantes. Os 10 jovens organizaram, animaram, realizaram as palestras e a conduziam todo o evento. Foi uma superação para os 10 jovens, pois a partir deste Retiro espiritual, o Grupo Maranatha se organizou e promoveu retiros e encontros anuais. No retiro do ano de 2014, o Retiro espiritual contou com 80 participantes e 45 jovens trabalhando para sua realização.
No ano de 2014 os organizadores casados do Grupo Maranatha iniciaram um Grupo de Casais Maranatha, convidando outros casais para formarem o núcleo. O objetivo é ajudar casais recém casados ou casais de namorados a viverem um relacionamento digno, fiel e feliz junto com um ensino religioso.

## Atualidade
O Grupo Maranatha cresceu em pessoas e maturidade. Hoje são mais de 40 participantes e 20 organizadores no Grupo de jovens, os trabalhos na paróquia continuam fortes nas dimensões: Missionária, Catequética e Litúrgica, e auxiliando o pároco e as mais diversas pastorais.